# ثيميانا (هيوس)
ثيميانا (Θυμιανά) هي مدينة في هيوس في اليونان.
يبلغ عدد سكانها حوالي 1411   نسمة.